# Fifi Young
Fifi Young (chiń. 陈金娘; ur. 12 stycznia 1912 w Sungai Liput, zm. 5 marca 1975 w Dżakarcie) – indonezyjska aktorka filmowa.
W trakcie swojej kariery otrzymała szereg nagród aktorskich. Podczas Festival Film Indonesia w 1955 roku została wybrana najlepszą aktorką pierwszoplanową za rolę w filmie Tarmina. Znalazła się także w gronie najlepszych aktorów i aktorek PWI (Persatuan Wartawan Indonesia), za role w filmach Wajah Seorang Pembunuh (1973) i Jembatan Merah (1974).
W listopadzie 2003 r. została pośmiertnie uhonorowana nagrodą Budaya Parama Dharma, przyznaną przez prezydenta Indonezji Megawati Sukarnoputri, za jej zasługi na rzecz rozwoju kultury indonezyjskiej. Wśród nagrodzonych znaleźli się także komik Bing Slamet i reżyser D. Djajakusuma.